# Palmyra (Trinidad y Tobago)
Palmyra es una localidad de Trinidad y Tobago, que forma parte de la región de Princes Town.

## Geografía
La localidad abarca parte de la isla Trinidad y limita al norte con Harmony Hall, al sur con St. Clements, al este con Harmony Hall, Iere Village y Palmyra Village-Mt. Stewart y al oeste con Union Park, Tarouba y Cocoye Village (las tres localidades pertenecientes a la ciudad de San Fernando).

## Demografía
Datos demográficos de la localidad de Palmyra:
| Gráfica de evolución demográfica de Palmyra entre 2000 y 2011 |
|                                                               |